# Khaen

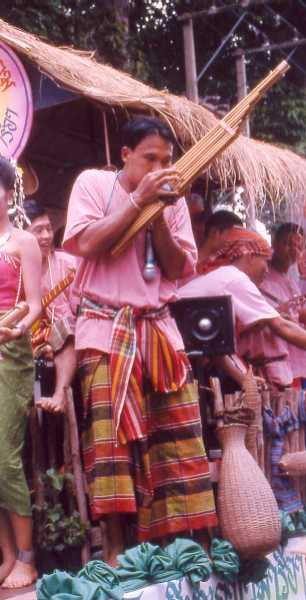
Ein Khaen-Spieler in Isan

Die khaen, auch kaen, khène oder khen (thailändisch แคน, laotisch: ແຄນ, Aussprache: [kʰɛːn]), ist ein Holzblasinstrument und gehört zur Gruppe der asiatischen Mundorgeln.
Die khaen ist das charakteristische Melodieinstrument und das musikalische Nationalsymbol der Lao in Laos und in der südlich angrenzenden Isan-Region (Nordost-Thailand). Es ist ein Durchschlagzungeninstrument, dessen Pfeifen mit einem kleinen hölzernen Reservoir verbunden sind, in das Luft geblasen wird. Das Funktionsprinzip entspricht dem der chinesischen Mundorgel sheng und der japanischen shō.

## Herkunft und Verbreitung
Die ursprünglichste Form einer Mundorgel ist aus den Bergen von Chittagong (beim Volk der Mro und Kumi) bekannt. Deren einzelne mannshohe Bambuspfeifen hatten in der Mitte eine Zunge, die sich innerhalb eines Flaschenkürbisses befand. Mehrere Bläser, die jeweils einen Ton spielen konnten, bildeten zusammen das Musikinstrument. Bei den Mundorgeln wurden später die einzelnen Pfeifen zu Chören vereinigt und dadurch für eine einzelne Person spielbar. Nahe einfachere Verwandte, die wie Vorstufen der khaen aussehen, sind die in Sabah gespielte sompoton und die kaum noch gebräuchliche mbuat aus Nordvietnam. In den Bergen Südvietnams gehört beim Minderheitsvolk der Ma die Kalebassenmundorgel kom boat zusammen mit der Bambusröhrenzither roding (verwandt mit der ostindonesischen sasando) zu den beliebtesten Musikinstrumenten. Beim Volk der Rhade weiter nördlich heißt dieselbe Mundorgel nboat. Die Westgrenze des Verbreitungsgebiets ist Nordostindien, wo in Tripura die rasem (gosem) gespielt wird.
Das Substantiv khaen enthält keine weitere Bedeutung, seine Bildung verdankt sich wohl einer auf Euphonie (Wohlklang) bedachten Aussprache in den regionalen Tai-Sprachen.

## Bauform

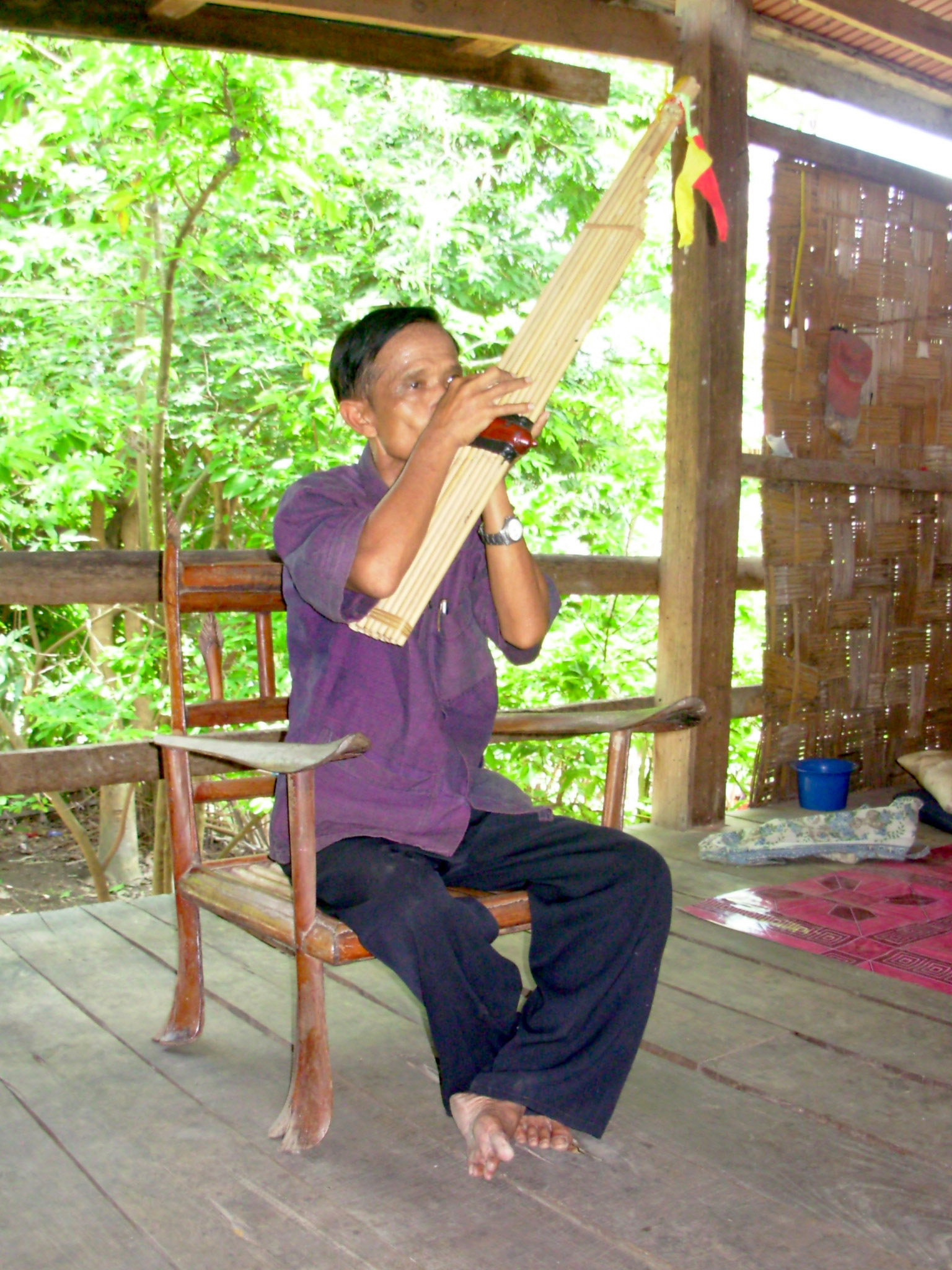
Ein Mann der Ethnie Mangkong in Savannakhet spielt khaen.

Die khaen hat als Windkammer keine Kürbiskalebasse, sondern eine geschnitzte Holzkammer, in die von der Seite eingeblasen wird und durch die alle Pfeifen gleichmäßig mit Luft versorgt werden. Das dunkelrote feste Holz der Windkammer stammt von einer Pterocarpus-Art (P. cambodianus, P. indicus oder P. Macrocarpus). Die in zwei Reihen aneinanderliegenden Röhren bestehen aus einer sehr dünnen, bis dreieinhalb Meter hoch wachsenden Bambusart (mia hia). Sie werden mit schwarzem Wachs (sut) luftdicht an der Windkammer abgedichtet. Bei der khaen verlaufen die Röhren durch die Windkammer hindurch, die sich etwa auf einem Viertel der Länge befindet. Die Sompoton hat ein einseitig nach oben ragendes Röhrenbündel, bei der Mbuat sind die Röhren auf zwei in spitzem Winkel auseinanderstrebende Bündel aufgeteilt.
Die Zungen der khaen innerhalb der Windkammer sind aus Metall, üblicherweise Bronze (thong luang, „gelbes Metall“) gefertigt. Pro Pfeife wird eine Zunge benötigt, für die eine bestimmte Bronzemünze geschmolzen und dann papierdünn zu einer Breite von 4,5 Millimeter ausgeklopft wird. Die weitere Ausformung der Zungen geschieht durch Hämmern im kalten Zustand. Nur so erreicht das Metall die gewünschte Härte und Elastizität.
Um das gleichzeitige Tönen aller Pfeifen zu verhindern, befindet sich in jedem Rohr ein Loch, das die Resonanz der Röhre zerstört. Um die Zunge in diesem Rohr in Schwingungen zu versetzen, muss dieses Loch mit dem Finger verschlossen werden. Der erforderliche Luftzug entsteht durch Ein- oder Ausblasen mit dem Mundstück. Damit in beiden Blasrichtungen dieselbe Tonhöhe erreicht wird, sind die Zungen annähernd symmetrisch. Die Tonfrequenz ist abhängig von der Form der Zunge und der Länge der Röhre. Die Feinabstimmung erfolgt durch einen oder meist durch zwei Längsschlitze in den Röhren, die deren effektive akustische Länge bestimmen.
Die gebräuchlichste khaen ist die khaen paet, sie hat in zwei Reihen insgesamt 16 Pfeifen und eine Länge von 60 bis 130 cm, wobei die längsten Pfeifen die gleiche Länge von üblicherweise 100 cm haben. Die Zusatzbezeichnungen stammen aus der thailändischen Sprache und entspricht der Anzahl Pfeifen pro Reihe, also paet, andere Schreibung paat: „acht“. Die kleine khaen hok mit 6 Pfeifen wird eher als Spielzeug angesehen und zur Dekoration verwendet. Die ältere khaen jet hat 14 Pfeifen. Die 180 cm lange, tief tönende khaen gao mit 18 Pfeifen war das ungewöhnlichste Instrument und ist aus praktischen Gründen verschwunden. Es benötigte zu viel Atemluft und war schwierig zu transportieren. Khaen werden besonders in der nordostthailändischen Provinz Roi Et hergestellt.

## Verwendung und Spielweise
Die khaen ist bei den Lao das Hauptinstrument zur Begleitung der traditionellen Liedgattung mo lam, die zu Tanzveranstaltungen und Familienfeiern vorgetragen wird. Der mo lam-Musikstil diente traditionell zur Rezitation buddhistischer Texte und durchlief eine kulturelle Transformation zu einer Aufführungsform, mit der gesellschaftliche Kommentare über die Dorfgemeinschaft verbreitet werden. Ein neuer Musikstil, der sich aus dem mo lam in Verbindung mit westlichen elektrifizierten Popmusikinstrumenten, Schlagzeug, Gesang und dem in den Hintergrund getretenen Einsatz der khaen entwickelte, ist lam sing. Beim pong lang spielen das Xylophon pong lang, die dreisaitige Langhalslaute phin, die Panflöte wod, die khaen und Schlagzeug zusammen. Eine khaen stellt beim populären Gesangsstil luk thung den Rückbezug auf die Tradition dar.
Daneben kann die khaen – ein weibliches Instrument, das traditionell nur von Männern gespielt wird – auch solistisch eingesetzt werden. Da es bei den khaen keine absolute Stimmung gibt und jedes Instrument gemäß den Wünschen des Auftraggebers gestimmt wird, kann es keine khaen-Ensembles geben.
Das Instrument wird senkrecht mit den Händen an der Windkammer gehalten. Um die Pfeifenlöcher zu bedienen, werden die Finger einschließlich Daumen beider Hände benutzt.
Der Tonumfang der khaen pet beträgt zweieinhalb Oktaven mit einem diatonischen Tonvorrat von A bis e", der, von der chinesischen Musik beeinflusst, in einer Fünftonreihe ausgenützt wird. Üblicherweise werden ein bis zwei Pfeifenlöcher (der höheren Pfeifen) mit Wachs verstopft, um eine Mehrstimmigkeit mit einem konstanten Bordunton zu erzielen.
Bekannt wurde die khaen außerhalb von Laos vor allem durch die Kompositionen des khaen-Spielers Randy Raine-Reusch, der auch bei Aufnahmen von Aerosmith, Yes und anderen Rockgruppen mitwirkte. Die khaen hat seit den 1990er Jahren als bis dahin wenig bekanntes exotisches Instrument in den Bereich des Jazz und der modernen Musik Eingang gefunden.
Zurückkehrende Missionare brachten im 19. Jahrhundert die khaen nach Europa. Auf Sardinien glichen Schäfer ihre Stimmung an das sardische Einfachrohrblattinstrument launedda an. Seither gehört die Mundorgel dort zur traditionellen Volksmusik.
Im Jahr 2017 hat die UNESCO die Khaen-Musik auf Antrag von Laos auf die Liste des immateriellen Kulturerbes der Welt gesetzt.

## Mundorgeln der Minderheitenvölker

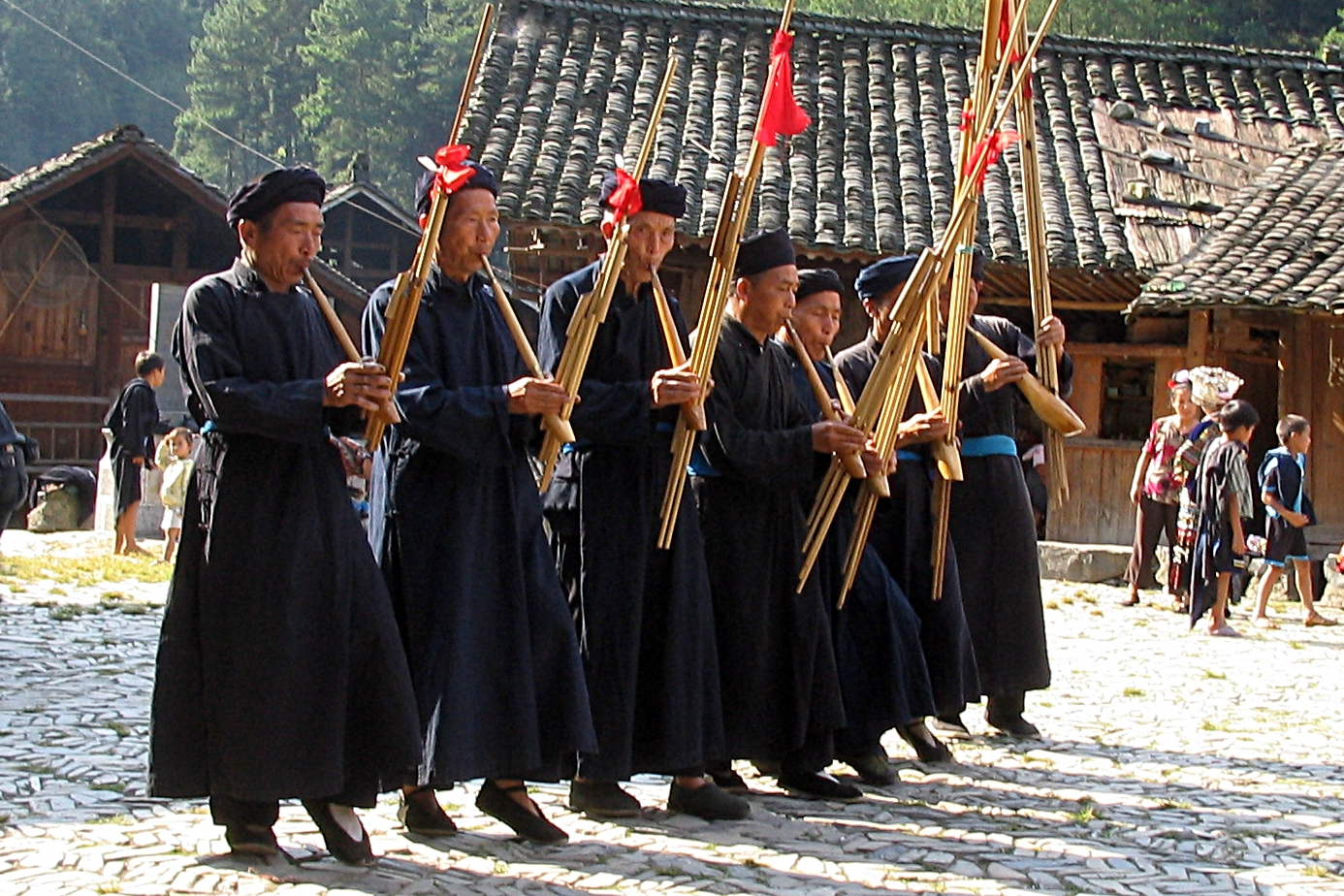
Qeej-Spieler in einem Miao-Dorf in der Provinz Guizhou in Südwestchina

In der Region sind bei einigen Volksgruppen einfachere Vorformen oder Varianten der khaen verbreitet. Bei den Akha, Miao (unter ihnen die Hmong), Lahu und Lisu sind Mundorgeln durch einen Herkunftsmythos zu hoch angesehenen Musikinstrumenten geworden. Schöpfergottheiten haben in den Mythen eine verlorengegangene Schrift durch die Mundorgel ersetzt, die jetzt beim gesanglichen Vortrag der traditionellen Dichtung eine Merkhilfe bietet. Bei den Lahu-Gruppen treten zu den Jahresfesten wie Neujahr und Erntedank Musikgruppen auf, in denen zu den Kreistänzen der Frauen Männer die Mundorgel naw spielen, begleitet von einer Zimbel (shaw), einem Gong (bhuck) und der Trommel chack. Die kleine naw eh ist 35 cm lang und für Liebeslieder geeignet. Sie hat fünf Pfeifen, seltener drei oder sieben. Zur Verehrung von Ahnengeistern wird die große naw don eingesetzt. Die Windkapsel besteht aus einer Kalebasse, die Pfeifen aus Bambus enthalten Metallzungen.
Bei den Lisu gibt es drei Mundorgeltypen: Die pali folu ist die wichtigste und kleinste Mundorgel, deren unterste Pfeife als Bordun mittönt. Werden mit den Daumen die Pfeifenenden teilweise geschlossen, sind klangliche Verzierungen möglich. Die folu o oo hat vier Bambuspfeifen, zwei davon ragen unter der Windkammer heraus, ein Ende ist mit Wachs verschlossen, das andere wird mit dem Daumen bedient. Bei der folu lalaa gibt ebenfalls die tiefste Pfeife einen Dauerton.
Die Kmhmu, deren Siedlungszentrum in den Bergen von Nordlaos und angrenzenden Gebieten in Vietnam und Südchina liegt, spielen neben der Mundorgel sngkuul verschiedene Flöten und eine Maultrommel, die alle aus Bambus gefertigt sind.
Die Mundorgel qeej (Hmong-Sprache, gesprochen „kreng“) wird auf Hochchinesisch lusheng genannt. Sie wird von den Miao gespielt und steht bei den Hmong im Zentrum einer aufwendigen Beerdigungszeremonie. Die qeej besitzt sechs Bambuspfeifen und eine Windkammer aus Hartholz, deren zwei Hälften durch Metallbänder zusammengehalten werden. Die kleinste und größte Pfeife liefert jeweils einen Bordunton. Die qeej wird außer für Beerdigungszeremonien auch für unterhaltsame, weltliche Lieder und Tänze verwendet. Von besonderer Bedeutung ist die qeej, weil sich mit ihr während der Zeremonie in Töne übersetzte sprachliche Botschaften an die Seele des Verstorbenen übermitteln lassen.

## Diskographie
- Boua Xou Mua: The Music of the Hmong People of Laos. Arhoole CD 446, Documentary Arts, Dallas (Texas) 1995. (Solospiel einer khaen mit sechs Pfeifen)
- Lam Saravane: Musique pour le khène. Ocora C 559 058. Collection Ocora Radio France, 1989 (Verschiedene Interpreten)